# Mistrzostwa Europy w Lekkoatletyce 1946 – bieg na 800 m mężczyzn

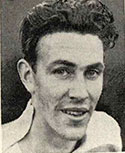
Rune Gustafsson w 1946

Bieg na dystansie 800 metrów mężczyzn był jedną z konkurencji rozgrywanych podczas III Mistrzostw Europy w Oslo. Biegi eliminacyjne zostały rozegrane 22 sierpnia, a bieg finałowy 24 sierpnia 1946 roku. Zwycięzcą tej konkurencji został Szwed Rune Gustafsson. W rywalizacji wzięło udział siedemnastu zawodników z dwunastu reprezentacji.

## Rekordy
| Rekord świata     | Rudolf Harbig (GER) | 1:46,6 | Mediolan, Włochy | 15.07.1939 |
| Rekord Europy     | Rudolf Harbig (GER) | 1:46,6 | Mediolan, Włochy | 15.07.1939 |
| Rekord mistrzostw | Rudolf Harbig (GER) | 1:50,6 | Paryż, Francja   | 04.09.1938 |

## Wyniki

### Eliminacje
Bieg 1
| Miejsce | Zawodnik               | Czas   | Uwagi |
| ------- | ---------------------- | ------ | ----- |
| 1       | Rune Gustafsson        | 1:51,1 | Q     |
| 2       | Marcel Hansenne        | 1:52,2 | Q     |
| 3       | Jørgen Heller Andersen | 1:52,2 | Q     |
| 4       | Richard Brancart       | 1:53,5 | Q     |
| 5       | Josy Barthel           | 1:56,1 |       |
| 6       | Óskar Jónsson          | 1:56,1 | NR    |
| 7       | Dagfinn Fløisand       | 1:58,4 |       |
| 8       | Jan Staniszewski       | 2:00,7 |       |

Bieg 2
| Miejsce | Zawodnik             | Czas   | Uwagi |
| ------- | -------------------- | ------ | ----- |
| 1       | Niels Holst-Sørensen | 1:54,2 | Q     |
| 2       | Olle Ljunggren       | 1:54,7 | Q     |
| 3       | Robert Chef d’Hôtel  | 1:54,8 | Q     |
| 4       | Tom White            | 1:54,8 | Q     |
| 5       | Karl Volkmer         | 1:55,0 |       |
| 6       | Runar Björklöf       | 1:55,8 |       |
| 7       | Tomáš Šalé           | 1:56,7 |       |
| 8       | Kjartan Jóhannsson   | 1:56,7 |       |
| 9       | Kaare Vefling        | 1:57,3 |       |

### Finał
| Miejsce | Zawodnik               | Czas   |
| ------- | ---------------------- | ------ |
| 1       | Rune Gustafsson        | 1:51,0 |
| 2       | Niels Holst-Sørensen   | 1:51,1 |
| 3       | Marcel Hansenne        | 1:51,2 |
| 4       | Olle Ljunggren         | 1:51,4 |
| 5       | Tom White              | 1:51,5 |
| 6       | Robert Chef d’Hôtel    | 1:52,0 |
| 7       | Jørgen Heller Andersen | 1:53,7 |
| 8       | Richard Brancart       | 2:00,2 |